# مونتاليغرو
مونتاليغرو (بالإيطالية: Montallegro)‏ هي بلدية في مقاطعة أغريجنتو في صقلية الإيطالية.

## السكان
في سنة 1861 بلغ عدد السكان 1٬635 نسمة، وتطور العدد ليصل في سنة 2011 لـ 2٬543 نسمة.
يظهر هذا المخطط البياني تطور النمو السكاني لـ مونتاليغرو